# 上科尔米耶
上科尔米耶（法語：Colmier-le-Haut，法語發音：[kɔlmje lə o]）是法国上马恩省的一个市镇，与下科尔米耶相邻，属于朗格勒区。

## 地理
上科尔米耶（47°46'51"N, 4°57'57"E）面积19.35 平方千米，位于法国大東部大區上马恩省，该省份为法国东北部内陆省份，北起马恩省和默兹省，西接奥布省，西南接科多尔省，东南接上索恩省，东临孚日省。
与上科尔米耶接壤的市镇（或旧市镇、城区）包括：热尔迈讷、维拉尔-桑特诺日、比克瑟罗勒、尚班、阿尔博、欧布里沃、下科尔米耶。

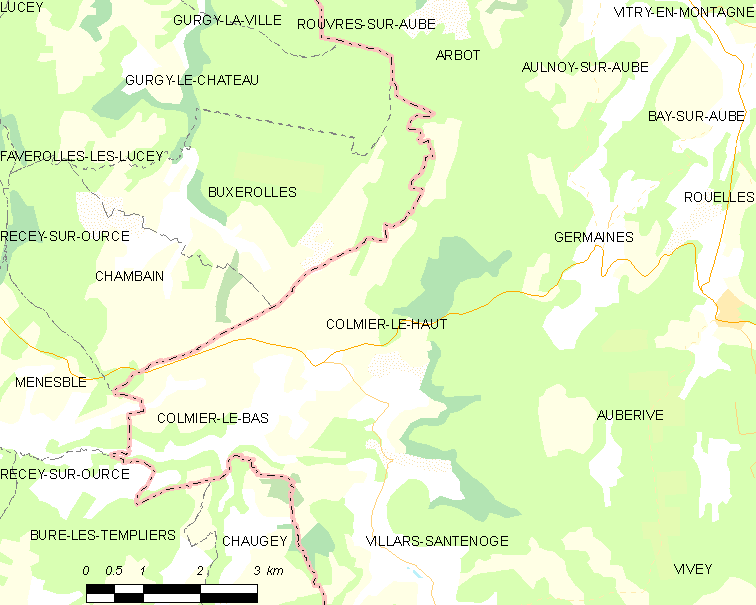
上科尔米耶的OSM定位图

上科尔米耶的时区为UTC+01:00、UTC+02:00（夏令时）。

## 行政
上科尔米耶的邮政编码为52160，INSEE市镇编码为52138。

## 政治
上科尔米耶所属的省级选区为维勒居西安勒拉克县。

## 人口

1962-2008年间上科尔米耶人口变化图示

上科尔米耶于2022年1月1日时的人口数量为62人。